# Stygocyathura chapmani
Stygocyathura chapmani là một loài chân đều trong họ Anthuridae. Loài này được Andreev miêu tả khoa học năm 1982.